# Grand Prix de Plouay 2008
La 72e édition du Grand Prix de Plouay a eu lieu le 25 août 2008. Il s'agissait de la douzième épreuve de l'UCI ProTour 2008. Le Français Pierrick Fédrigo (Bouygues Telecom) s'est imposé devant Alessandro Ballan et David López García.

## Classement final
|    | Cycliste           | Pays      | Équipe                | Temps           |
| -- | ------------------ | --------- | --------------------- | --------------- |
| 1  | Pierrick Fédrigo   | France    | Bouygues Telecom      | 5 h 42 min 44 s |
| 2  | Alessandro Ballan  | Italie    | Lampre                | m.t.            |
| 3  | David López García | Espagne   | Caisse d'Épargne      | + 3 s           |
| 4  | Allan Davis        | Australie | Mitsubishi-Jartazi    | + 13 s          |
| 5  | José Joaquín Rojas | Espagne   | Caisse d'Épargne      | m.t.            |
| 6  | Arnaud Gérard      | France    | La Française des jeux | m.t.            |
| 7  | Greg Van Avermaet  | Belgique  | Silence-Lotto         | m.t.            |
| 8  | Romain Feillu      | France    | Agritubel             | m.t.            |
| 9  | Geoffroy Lequatre  | France    | Agritubel             | m.t.            |
| 10 | Manuele Mori       | Italie    | Scott-American Beef   | m.t.            |